# Dallas Moore
Dallas Moore, né le 27 octobre 1994 à St. Petersburg en Floride, est un joueur américain naturalisé albanais de basket-ball. Il évolue au poste de meneur.

## Biographie
Après un cursus universitaire à l'université du Nord de la Floride, Dallas Moore signe son premier contrat en Italie à Pesaro. La saison suivante, il signe à l'Hapoël Tel-Aviv en Israël mais après seulement six matchs de championnat et deux de Ligue des champions, il n'est pas conservé. Moore rebondit alors en Italie au Fiat Torino le 20 novembre 2018. Le 23 juillet 2019, il rejoint la France et Nanterre 92.
En mai 2018, Dallas Moore obtient un passeport albanais et honore sa première sélection lors des éliminatoires de l'Eurobasket 2021 face au Danemark le 1er juillet 2018.
Au mois de juin 2020, il prolonge son contrat avec Nanterre pour une saison supplémentaire. Le 7 août, le club annonce finalement la rupture de l'accord en échange d'une indemnité, Dallas Moore ayant reçu et accepté une offre plus importante d'un club étranger.
En juillet 2021, Moore s'engage pour une saison avec le KK Partizan Belgrade.

## Clubs successifs
- 2017-2018 :  Victoria Libertas Pesaro (LegA)
- 2018-2019 : 
  -  Hapoël Tel-Aviv (Ligat HaAl)
  -  Auxilium Turin (LegA)
- 2019-2020 :  Nanterre 92 (première division)
- 2020-2021 :  Guangzhou Loong Lions (CBA)
- 2021-2022 :  Partizan Belgrade (KLS)
- 2022-2023 :  CSKA Moscou (VTB United League)
- 2023-2024 :  Guangzhou Loong Lions (CBA)
- 2024- :  Shandong Hi-Speed Kirin (CBA)

## Palmarès
- Joueur de l'année de la Atlantic Sun Conference 2016, 2017
- First-team All-Atlantic Sun 2015, 2016, 2017
- Atlantic Sun Freshman of the Year 2014